# IC 3358
IC 3358 је елиптична галаксија у сазвјежђу Дјевица која се налази на листи објеката дубоког неба у Индекс каталогу.
Деклинација објекта је + 11° 39' 48" а ректасцензија 12h 26m 54,4s. Привидна величина (магнитуда) објекта IC 3358 износи 13,3 а фотографска магнитуда 14,3. IC 3358 је још познат и под ознакама UGC 7550, MCG 2-32-57, CGCG 70-86, VCC 951, PGC 40764.